# Хронична инфламаторна демијелинизирајућа полирадикулонеуропатија
Хронична инфламаторна демијелинизирајућа полирадикулонеуропатија (ХИДП) је дијагноза која се користи за идентификацију пацијената са хронично прогресивним или релапсирајућим симетричним сензомоторним поремећајем са цитоалбуминолошком дисоцијацијом и интерстицијалном и периваскуларном ендонеуријском инфилтрацијом лимфоцита и макрофага. Може се сматрати хроничним еквивалентом акутне инфламаторне демијелинизирајуће полирадикулонеуропатије, најчешће облика Гилен-Бареовoг синдрома.

## Епидемиологија

### Морбидитет/морталитет
Хронична инфламаторна демијелинизирајућа полирадикулонеуропатија је неуобичајена болест, са процењеном преваленцијом код популације из Велике Британије, Аустралије, Италије, Норвешке и Јапана од 0,8-7,7 на 100.000. 
Студија из 2009. године показала је да се инциденција и преваленција разликују у зависности од дијагностичких критеријума. У Рутланду, Велика Британија, 1. маја 2008., преваленција је била 4,77/100,000 када су коришћени критеријуми ЕФНС/ПНС, али само 1,97 на 100,000 када су коришћени ААН критеријуми. Док је, годишња инциденција била 0,7 на 100.000 према ЕФНС критеријумима и 0,35 према ААН критеријумима.
Хронична инфламаторна демијелинизирајућа полирадикулонуропатија најчешће има подмукао почетак и хронични прогресивни или релапсирајући ток. Понекад долази до потпуне ремисије. Квадриплегија, респираторна инсуфицијенција и смрт су описани, али су ретки.

### Расне разлике
Нису утврђене никаква расна склоност ХИДП.

### Полне разлике
Оба пола су у начелу подједнако погођена болешћу. Стим што једна од варијанти ХИДП, мултифокална моторна неуропатија има превагу код мушкараца од најмање 2:1 на основу истраживања највеће серије случајева.

### Старост
Хронична инфламаторна демијелинизирајућа полирадикулонуропатија може се јавити у било ком животном добу, али је чешћа у петој и шестој деценији. Релапсирајући ток је повезан са млађим узрастом пацијената (трећа и четврта деценија). ХИДП је описан и детињству.

## Етиологија
Термин хронична инфламаторна демијелинизирајућа полирадикулонеуропатија (ХИДП) је коришћен за идентификацију пацијената са хронично прогресивним или релапсирајућим симетричним сензомоторним поремећајем са цитоалбуминолошком дисоцијацијом и интерстицијалном и периваскуларном ендонеуријском инфилтрацијом лимфоцита и макрофага. На много начина, ХИДП се може сматрати хроничним еквивалентом акутне инфламаторне демијелинизирајуће полирадикулонеуропатије (АИДП), најчешћег облика Гилен-Бареовог синдрома.
Описано је више варијанти ХИДП-а које имају имунолошке или инфламаторне аспекте и заједничке електрофизиолошке и/или патолошке доказе демијелинизације. Не постоји консензус о најбољем приступу номенклатури ових поремећаја. ХИДП је главна подскупина хроничних стечених демијелинизирајућих полинеуропатија У овом контексту, ХИДП се разматра када пацијенти имају симетрични проксимални и дистални моторички преовлађујући поремећај.
Варијанте ХИДП укључују пацијенте са:
- претежно сензорним симптомима,

- дисталним симетричним поремећајем (ДСП),

- мултифокалном сензомоторном неуропатијом или мултиплексном сензомоторном мононеуропатије са истакнутим блоком проводљивости (такође познатим као Левис-Сумнер неуропатија),

- ХИДП са повезаном демијелинизацијом ЦНС-а.
- другим системским поремећајима.

Следећи поремећаји се сматрају различитим од ХИДП јер имају специфичне патофизиолошке карактеристике и реагују на третмане другачије него пацијенти са ХИДП су: 
- демијелинизирајуће неуропатије повезане са имуноглобулином М (ИгМ) парапротеинима, укључујући оне са антителима на гликопротеин повезаним са мијелином (МАГ);

- полинеуропатија, органомегалија,  ендокринопатија, моноклонална гамопатија,
- синдром промена на кожи
- мултифокална моторна неуропатија.

## Патофизиологија
Претпоставља се да се хронична инфламаторна демијелинизирајућа полирадикулонуропатија јавља због имунолошке реакције посредоване антителима, заједно са интерстицијалном и периваскуларном инфилтрацијом ендонеуријума инфламаторним Т ћелијама и макрофагима. Последица је сегментне демијелинизација периферних нерава.
Хумани леукоцитни антигени Дв3, ДРв3, А1 и Б8 чешће се јављају код пацијената са ХИДП него код здраве популације.
Цитоалбуминолошка дисоцијација је карактеристичан налаз у цереброспиналној течности (ЦСТ) који указује на захваћеност нервног корена. Повремено, студије ЦСТ откривају благу лимфоцитну плеоцитозу и повишење нивоа гама глобулина, али то се најчешће примећује код ХИВ позитивних пацијената.

## Клиничка слика
Знаци и симптоми ХИДП обично почиње подмукло и полако. Боолест се развија, било споро прогресивно или на релапсирајући начин, са делимичним или потпуним опоравком између рецидива (када периоди погоршања и побољшања обично трају недељама или месецима). Сматра да је неопходно трајање симптома ХИДП дуже од 8 недеља да би се поставила дијагноза ове болести.
Најчешћи симптоми укључују следеће:
- Претходна инфекција (ретко)
- Почетна слабост екстремитета, проксимална и дистална
- Сензорни симптоми (нпр. пецкање и утрнулост руку и стопала)
- Моторни симптоми (обично преовлађујући)
- Код око 16% пацијената, релативно акутни или субакутни почетак симптома
- Код деце, обично нагли почетак симптома
- Симптоми дисфункције аутономног нервног система (нпр. ортостатска вртоглавица)

Релевантни физички налази су ограничени на нервни систем, осим када је стање повезано са другим болестима. Такви налази могу укључивати следеће знаке болести:
- Знаци захваћености кранијалних нерва (ЦН) (нпр парализа мишића лица или диплопија)
- Абнормалности хода
- Моторни дефицити (нпр симетрична слабост и проксималних и дисталних мишића у горњим и доњим екстремитетима)
- Смањени или одсутни дубоки рефлекси тетива
- Сензорни дефицити (обично по типу дистрибуције чарапа-рукавица)
- Оштећена координација

## Дијагноза
Постављање дијагнозе хроничне инфламаторне демијелинизирајуће полинеуропатије (ХИДП) захтева од неуролога да идентификују низ клиничких, електродијагностичких и других потпорних доказа и да их одмере у односу на критеријуме укључивања и искључивања.
Смернице Европске федерације неуролошких друштава и Друштва за периферне нерве (ЕФНД/ДПН) налажу да пацијенти задовоље клиничке критеријуме и да прикажу демијелинизацију периферних нерава на ЕМГ.
Смернице ЕФНД/ДПН, објављене 2010. године, глобално су признате по осетљивости и специфичности код ХИДП-а. Међутим, недавно истраживање америчких неуролога показало је да се само 39% позива на ЕФНД/ДПН смернице за дијагностиковање ХИДП. Погрешна дијагноза је упорни проблем у ХИДП-у из много разлога, међу којима је и варијабилност клиничке праксе.
Лабораторијске студије које могу бити од помоћи у постављању дијагнозе ХИДП укључују следеће:
- Анализа цереброспиналне течности: Повишени нивои протеина су чести (80% пацијената); 10% пацијената такође има благу лимфоцитну плеоцитозу и повећан гама глобулин
- Комплетна крвна слика, брзина седиментације еритроцита, ниво антинуклеарних антитела, биохемијски профил и имуноелектрофореза серума и урина (да би се искључили повезани системски поремећаји)
- У одређеним случајевима, генетско тестирање

Остали тестови и процедуре које могу бити оправдане су следеће:
- Магнетна резонантна томографија кичме (МРТ) са повећањем гадолинијума
- Електромиографија (ЕМГ) је критичан тест за утврђивање да ли је поремећај заиста периферна неуропатија и да ли је неуропатија демијелинизирајућа
- Биопсија периферног (суралног) нерва. Примењује се када дијагноза није потпуно јасна, када се други узроци не могу искључити или када се на ЕМГ-у примећује дубоко захваћеност аксона; Биопсија се некада обично препоручивала већини пацијената пре имуносупресивне терапије, али тренутне смернице је више не препоручују

## Терапија
Хронична инфламаторна демијелинизирајућа полирадикулонуропатија (ХИДП) је најчешћа хронична инфламаторна полинеуропатија посредована имунитетом. Стање карактерише симетрично захватање, са слабошћу проксималног и дисталног мишића. Ток болести је прогресиван, релапсно-ремитентан или монофазни. Поред типичног ХИПД, постоје атипични подтипови болести , или варијанте, које могу имати различите имунопатогенезе и одговоре на лечење.
ХИДП је узрочно лечив облик стечене неуропатије. Основа лечења је имуносупресивна или имуномодулаторна интервенција, а ако се идентификују повезана стања (ХИВ инфекција, лупус, парапротеинемија и лимфом), индикована је и истовремено лечење ових болести.
Принципи лечења су следећи:
- ХИДП се мора лечити како би се спречио нагомилавање инвалидитета који захтева физичку и радну терапију, ортозе и дуготрајно лечење
- Неопходна је пажљива нега да би се прилагодио третман
- Хируршке и ортопедске консултације могу бити потребне за биопсију суралног нерва или код тешке болести са деформитетима зглобова
- Консултација са неурологом је оправдана
- Консултације са специјалистом физикалне медицине и рехабилитације су прикладне за физикалну и радну терапију и процену ортотичких уређаја
- Друге консултације могу бити неопходне ако постоје повезане болести
- Треба подстицати физикалну терапију и активан начин живота

## Прогноза
Хронична инфламаторна демијелинизирајућа полирадикулонуропатија (ХИДП) је ретка стечена, прогресивна, имунолошки посредована периферна неуропатска болест која је чешћа код одраслих него код деце. Нелечени, недијагностиковани и одложени случајеви ХИДП-а повезани су са значајним, иреверзибилним инвалидитетом; стога су рана дијагноза и лечење неопходни.
Већина пацијената са ХИДП доживљава прогресивно погоршање симптома, од којих могу доживети фазе повременог делимичног или потпуног опоравка. Иако је већина случајева ХИДП подмукла у почетку, отприлике 16% пацијената има акутни почетак болести, чија је презентација слична оној код Гилен-Бареовoг синдрома.